# 胸毛

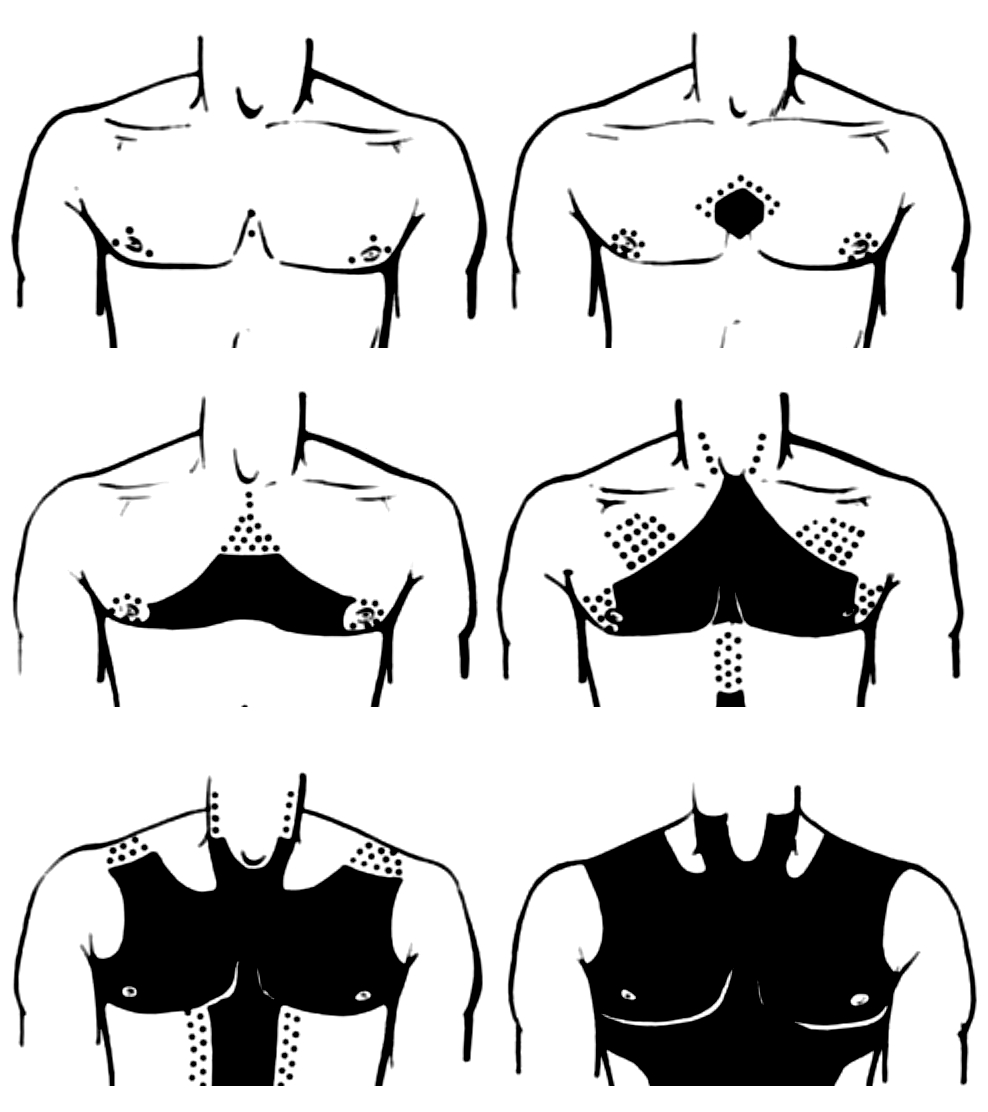
胸毛的生長與分佈

胸毛是指生長在人類男性頸與下腹之間的毛髮，屬於第二性徵。通常是青春期後期，差不多長完腹毛才出現。由於男性荷爾蒙的激發，有些男人在二十歲至三十歲才開始生長胸毛。
胸毛的分佈因人而異，有的遍佈整個胸膛；有的集中在胸口；也有的集中在乳頭周圍。
一般而言，胸毛多寡常由基因決定。不同種族的男性的胸毛多寡有很大分別。中東、南亞男性常長出多而密的胸毛，往往覆蓋整個胸部，且連着鬍鬚和腹毛，白人絕大多數都長胸毛，但或比前者略少；东亚男性則不常長胸毛。

## 乳頭毛

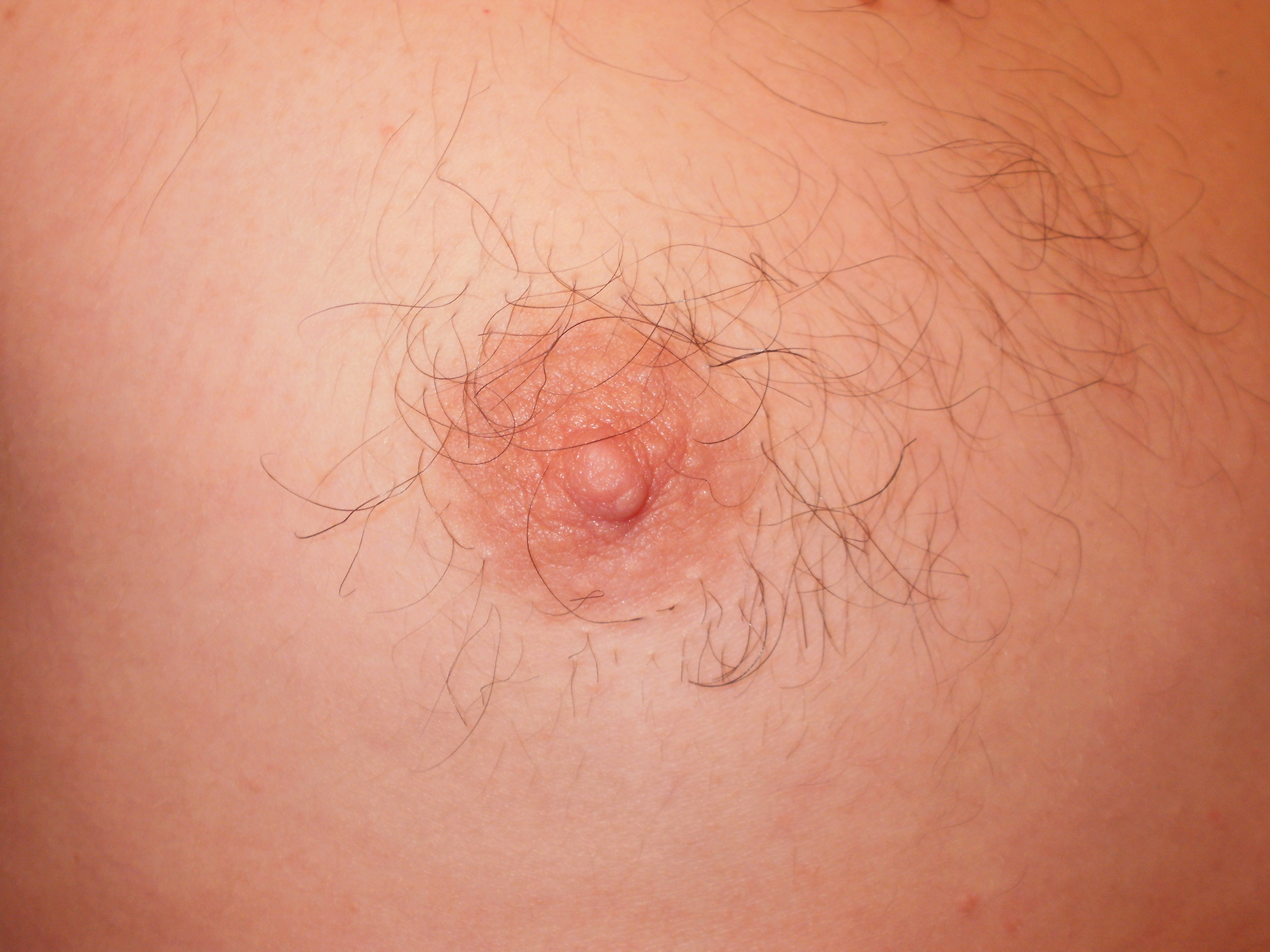

乳頭毛是指生長在乳暈及周圍上的體毛是男性第二性徵，可視作胸毛一部分。受雄激素影響，幾乎每個成年男人都有，只是多寡的分別。部份女性也有，但較少，當中避孕藥引起的荷爾蒙水平變化的嫌疑最大。然而，若然女性發現乳頭及乳暈上的體毛愈來愈濃密，就要擔心是否有可能是多囊卵巢綜合症或柯興氏綜合症引起的表徵。

## 例子

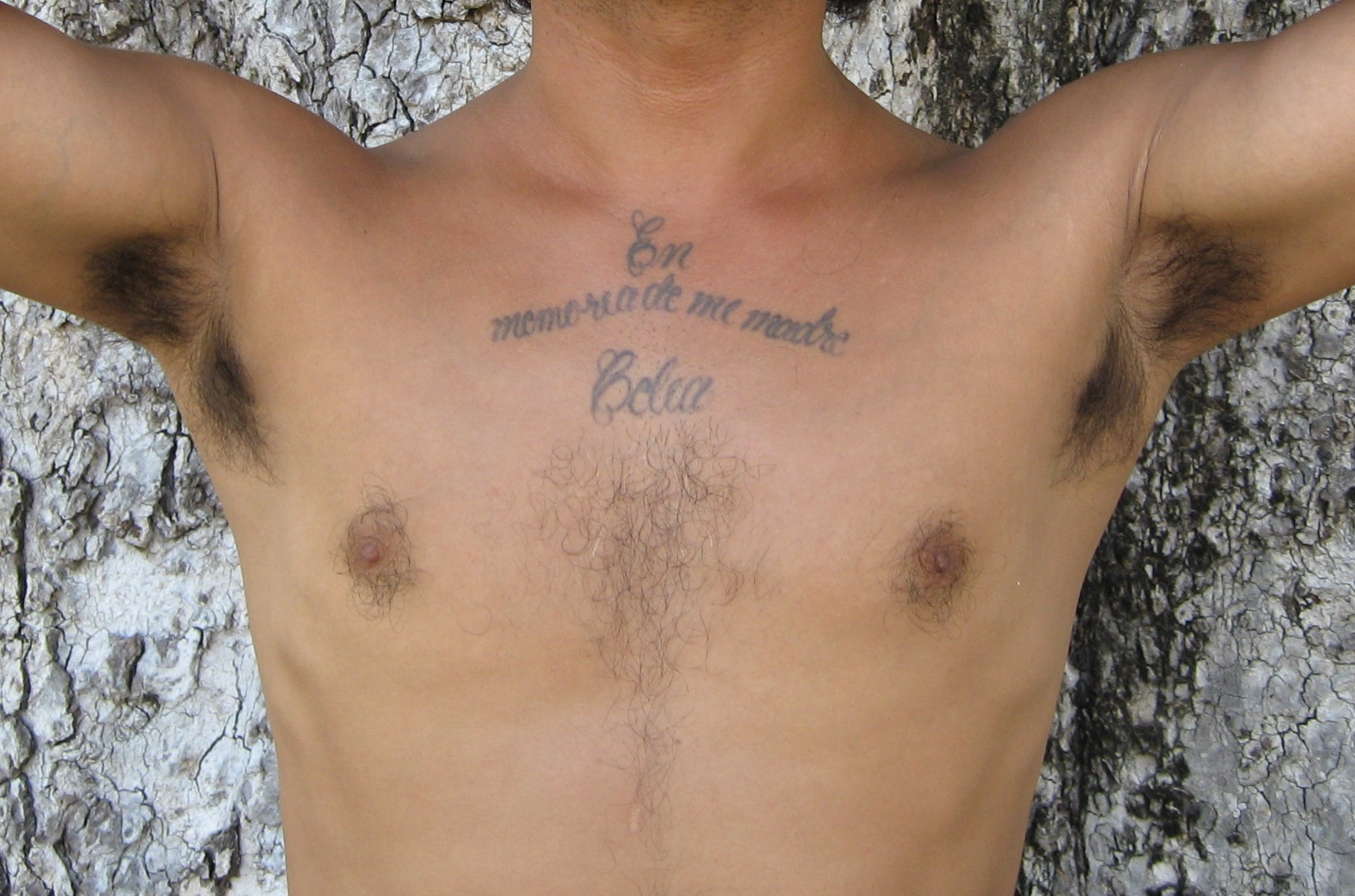
主要分佈在胸骨和乳頭周圍
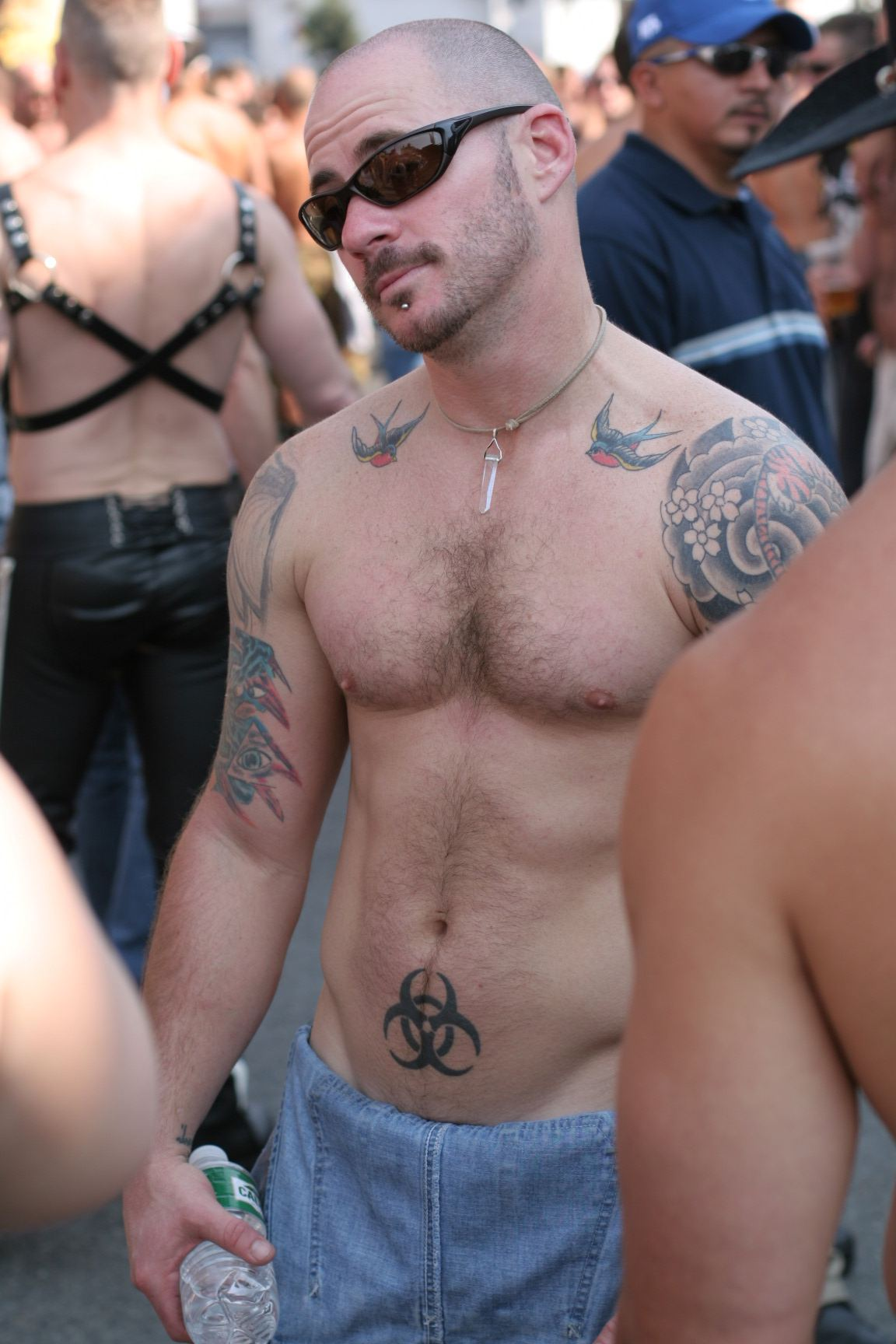
分佈在胸肌及乳房
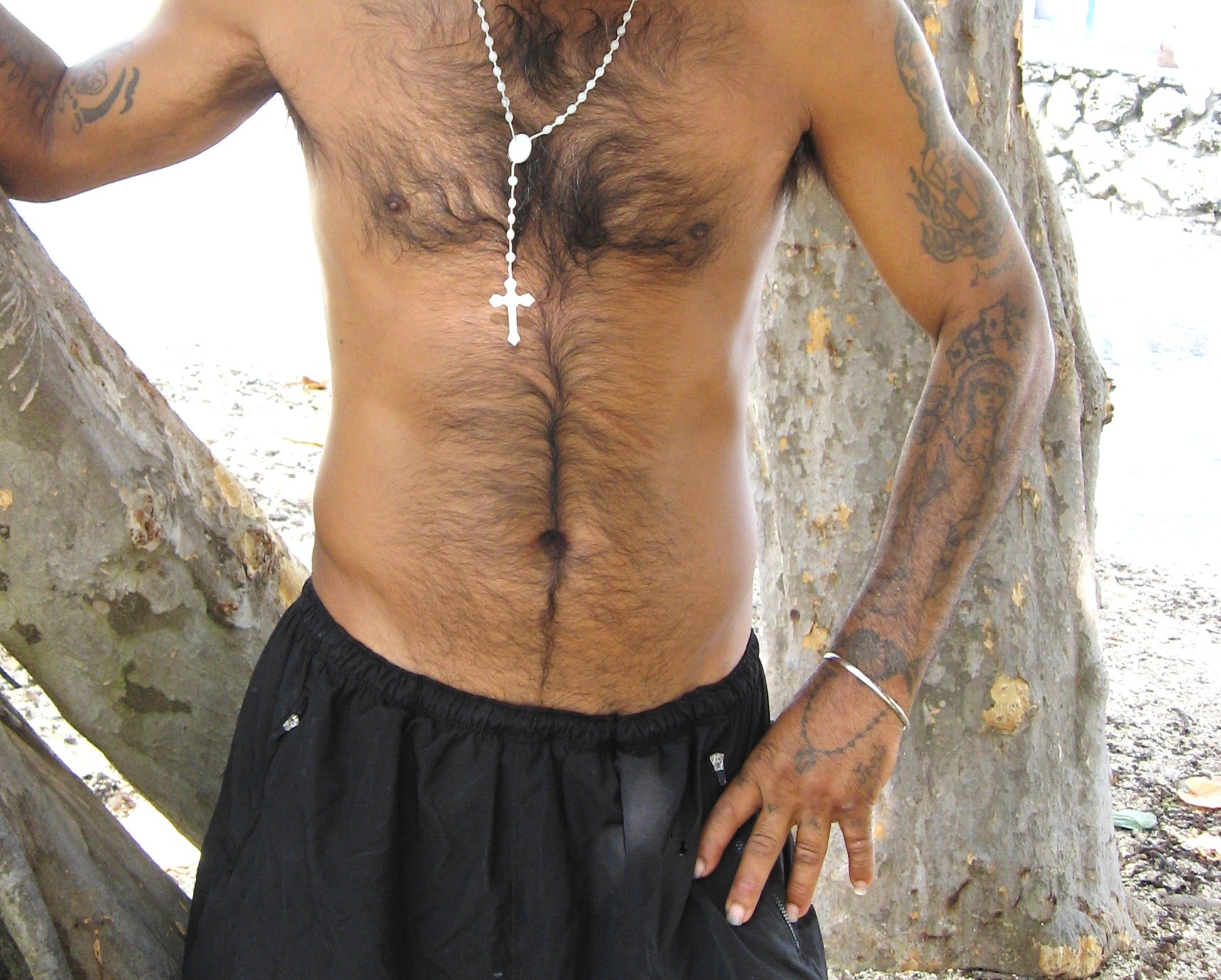
分佈在胸骨、乳房及鎖骨內側端

## 延伸阅读
- Setty, LR. . Journal of the National Medical Association. 1965, 57 (3): 211–4. PMC 2610947 . PMID 5859933.
- Setty, LR. . Journal of the National Medical Association. 1963, 55: 233–4. PMC 2642024 . PMID 13988215.
- Setty, LR. . Journal of the National Medical Association. 1962, 54: 486–7. PMC 2642315 . PMID 13910983.
- Setty, LR. . Journal of the National Medical Association. 1961, 53: 394–5. PMC 2641808 . PMID 13750402.
- Lookingbill, DP; Demers, LM; Wang, C; Leung, A; Rittmaster, RS; Santen, RJ. . The Journal of Clinical Endocrinology and Metabolism. 1991, 72 (6): 1242–8. PMID 1827450.